# 卡达朗
卡达朗（法語：Cadalen，法語發音：[kadalɛ̃]）是法国奥克西塔尼大区塔恩省的一个市镇，属于阿尔比区。

## 地理
卡达朗（43°51'0"N, 1°58'54"E）面积40.41 平方千米，位于法国奧克西塔尼大區塔恩省，该省份为法国南部内陆省份，北起顺时针与阿韦龙省、埃罗省、奥德省、上加龙省和塔恩-加龙省接壤。
与卡达朗接壤的市镇（或旧市镇、城区）包括：拉格拉沃、欧萨克、布朗斯、费诺勒、弗洛朗坦、拉贝西耶尔康代伊、拉斯格赖斯、佩罗勒、泰库。

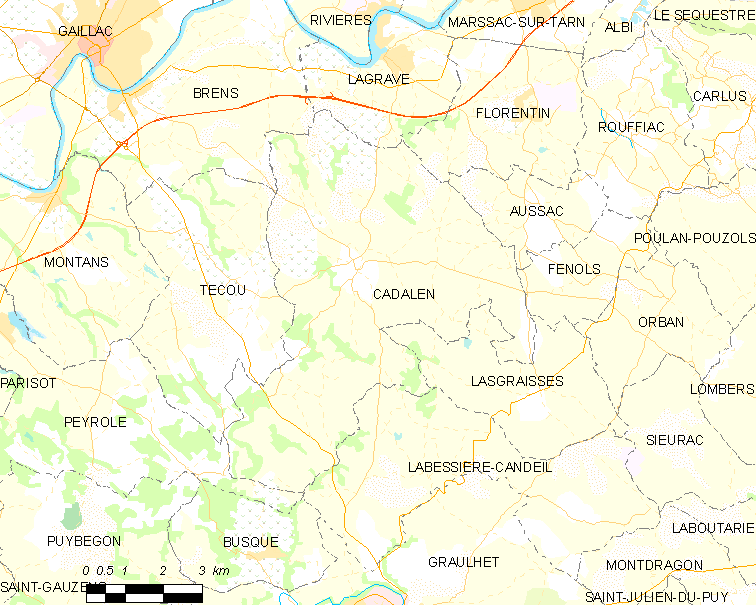
卡达朗的OSM定位图

卡达朗的时区为UTC+01:00、UTC+02:00（夏令时）。

## 行政
卡达朗的邮政编码为81600，INSEE市镇编码为81046。

## 政治
卡达朗所属的省级选区为两岸县。

## 人口

1962-2008年间卡达朗人口变化图示

卡达朗于2022年1月1日时的人口数量为1540人。